# (2721) Всехсвятский
(2721) Всехсвятский (лат. Vsekhsvyatskij) — типичный астероид главного пояса, открыт 22 сентября 1973 года советским астрономом Николаем Черных в Крымской астрофизической обсерватории и 28 марта 1983 года назван в честь советского астронома Сергея Всехсвятского.

## Обнаружение и именование
(2721) Всехсвятский
Открыт 22 сентября 1973 года в Научном Н. С. Черных.
Назван в честь профессора Киевского университета Сергея Константиновича Всехсвятского — выдающегося исследователя комет, Солнца и солнечной активности. Эта планета и три последующие названы по случаю пятидесятилетия Всесоюзной астрономо-геодезической организации. Начальные буквы четырёх названий составляют русскую аббревиатуру этого органа.
Оригинальный текст (англ.)2721 Vsekhsvyatskij
Discovered 1973-Sep-22 by Chernykh, N. at Nauchnyj.
Named in honor of Sergej Konstantinovich Vsekhsvyatskij, professor at Kiev University, a prominent researcher on comets, the sun and solar activity. This planet and the three following ones are named on the occasion of the fiftieth anniversary of the All-Union Astronomical Geodetical Organization. The initial letters of the four names spell out the Russian abbreviation for this body.
Источники: DISCOVERY.DB; M.P.C. 7785.

## Орбита

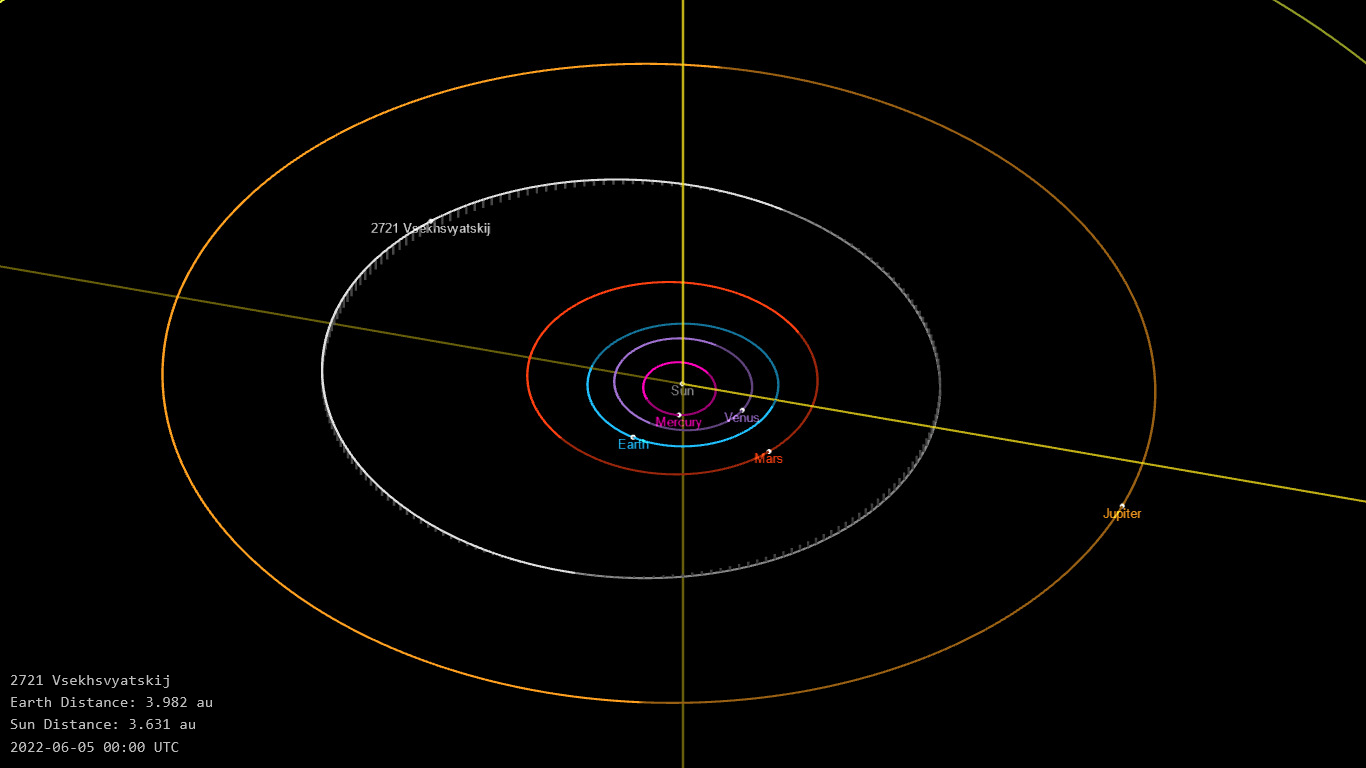
Орбита астероида Всехсвятский и его положение в Солнечной системе

## Физические характеристики
Из наблюдений телескопа VISTA следует, что астероид относится к таксономическому классу V.
По результатам наблюдений в видимом и ближнем инфракрасном диапазоне космического телескопа NEOWISE и наблюдений в инфракрасном диапазоне спутника Akari диаметр астероида сначала оценивался равным 17,747±0,261 км, позже — 17,69±1,43 км, 19,83±5,17 км, 21,45±4,65 км, 17,747±0,261 км и 20,84±5,73 км. Согласно тем же источникам альбедо оценивается как 0,0811±0,0211, 0,090±0,015, 0,06±0,02, 0,04±0,03, 0,081±0,021 и 0,047±0,032.